# Messstrecken am Schädel
Messstrecken am Schädel oder Schädelmaße dienen in der Kraniometrie der Längenmessung von Strecken am Schädel von Wirbeltieren. Sie beziehen sich teilweise auf festgelegte Messpunkte am Schädel (hier in Klammern angegeben) und können mit einer Schublehre oder einem Greifzirkel abgenommen werden.

## Schädellängen

### Occipitonasallänge
Die Occipitonasallänge ist der Abstand zwischen der Tangente an die Vorderränder der Nasenbeine und dem hintersten Punkt des Hinterhauptsbeins über dem großen Hinterhauptsloch. Bei den Nagetieren stimmt die größte Schädellänge gewöhnlich mit der Occipitonasallänge überein.

### Condylobasallänge
Die Condylobasallänge ist der Abstand zwischen der Tangente an die hintersten Punkte (Condylion) der Hinterhauptshöcker und der Tangente an den Vorderrand (Gnathion) der Zwischenkieferbeine. Bei Nagetieren wird bis zu den Vorderrändern der ersten oberen Schneidezähne, wo diese aus dem Zwischenkieferbein austreten, gemessen, da der Vorderrand der Zwischenkieferbeine häufig beschädigt ist und beim Messen leicht zerstört wird. Die Condylobasallänge ist eines der gebräuchlichsten Schädelmaße.

### Condyloincisivlänge
Die Condyloincisivlänge ist der Abstand zwischen der Tangente an die hintersten Punkte (Condylion) der Hinterhauptshöcker und der Tangente an die vordersten Punkte der ersten oberen Schneidezähne. Bei orthodonten Schädeln stimmt sie ungefähr mit der Condylobasallänge überein. Die Unterschiede können als Maß für den Grad der Proodontie dienen.

### Condylobasilarlänge
Die Condylobasilarlänge ist der Abstand zwischen der Tangente an die hintersten Punkte (Condylion) der Hinterhauptshöcker und der Tangente an den Hinterrand (Henselion) der Zahnfächer der ersten oberen Schneidezähne.

### Basallänge
Die Basallänge ist der Abstand zwischen dem vordersten Punkt (Basion) des unteren Rands des Großen Hinterhauptslochs und der Tangente an den Vorderrand der Zwischenkieferbeine (Gnathion).

### Basilarlänge
Die Basilarlänge ist der Abstand zwischen dem vordersten Punkt (Basion) des unteren Rands des Großen Hinterhauptslochs und der Tangente an den Hinterrand (Henselion) der Zahnfächer der ersten oberen Schneidezähne.

## Gaumenlängen

### Palatallänge
Die Palatallänge gibt als Länge des knöchernen Gaumens den Abstand zwischen der Tangente an die vordersten Punkte (Palation) des Hinterrands der Gaumenbeine und der Tangente an den Vorderrand (Gnathion) der Zwischenkieferbeine an.

### Palatilarlänge
Die Palatilarlänge gibt als Länge des knöchernen Gaumens den Abstand zwischen der Tangente an die vordersten Punkte (Palation) des Hinterrands der Gaumenbeine und der Tangente an den Hinterrand (Henselion) der Zahnfächer der ersten oberen Schneidezähne an.

## Weitere Längenmaße

### Nasalialänge
Die Nasalialänge gibt als Länge der Nasenbeine den Abstand zwischen der vorderen und der hinteren Tangente an die Nasenbeine an. Feine Verzahnungsspitzen werden nicht berücksichtigt.

### Länge des Gesichtsschädels
Die Länge des Gesichtsschädels ist der Abstand zwischen dem Vorderrand der Nasenbeine und der durchscheinenden hinteren Grenze der Siebplatte des Siebbeins.

### Länge des Hirnschädels
Die Länge des Hirnschädels ist der Abstand zwischen der durchscheinenden hinteren Grenze der Siebplatte des Siebbeins und dem hintersten Punkt des Supraoccipitale des Hinterhauptsbeins.

### Länge der Paukenblasen
Die Länge der Paukenblasen ist der Abstand zwischen dem vordersten und untersten Berührungspunkt zwischen Paukenblase und dem Processus paroccipitalis des Hinterhauptsbeins und der vorderen, an das hintere Keilbein stoßenden Grenze der Paukenblase. Massive Knochenfortsätze werden nicht berücksichtigt.

### Länge der Schneidezahnlöcher
Die Länge der Schneidezahnlöcher entspricht der Länge des längeren Schneidezahnlochs parallel zur Schädelachse.

### Diastemalänge
Die Diastemalänge gibt als Länge der zahnfreien Lücke den kleinsten Abstand zwischen dem Rand des Zahnfachs des letzten Schneidezahns und dem Rand des Zahnfachs des ersten Backenzahns an. Sie wird nicht parallel zur Schädelachse gemessen.

### Länge der Backenzahnreihen
Die Länge der Backenzahnreihen kann auf drei unterschiedliche Weisen gemessen werden:
- Der Abstand zwischen dem vordersten Punkt des Zahnfachs des ersten Backenzahns und dem hintersten Punkt des Zahnfachs des letzten Backenzahns.
- Der Abstand zwischen dem vordersten Punkt der Zahnkrone des ersten Backenzahns und dem hintersten Punkt der Zahnkrone des letzten Backenzahns.
- Der Abstand zwischen dem vordersten Punkt des Rands der Kaufläche des ersten Backenzahns und dem hintersten Punkt des Rands der Kaufläche des letzten Backenzahns. Diese Messweise wird bei den Wühlmäusen angewendet.

### Mandibellänge
Die Mandibellänge gibt als Länge des Unterkiefers den Abstand an der Innenseite des Unterkiefers zwischen dem Vorderrand des vordersten Zahnfachs und dem hintersten Punkt des Gelenkfortsatzes des Unterkiefers an.

## Breitenmaße

### Nasaliabreite
Die Nasaliabreite gibt als Breite der Nasenbeine den größten Abstand zwischen den Rändern der Nasenbeine an.

### Rostralbreite
Die Rostralbreite gibt die Breite des Rostrums am Vorderrand der Schneidezahnlöcher an.

### Interorbitalbreite
Die Interorbitalbreite ist der kleinste Abstand zwischen den Rändern der Stirnbeine im Bereich der knöchernen Augenhöhlen. Fehlen Postorbitalfortsätze kann die Interorbitalbreite auch den kleinsten Abstand der Ränder der Stirnbeine hinter den Augen und innerhalb der Jochbögen bezeichnen.

### Postorbitalbreite
Die Postorbitalbreite ist der kleinste Abstand zwischen den Rändern der Stirnbeine hinter den Postorbitalfortsätzen.

### Zygomatische Breite
Die zygomatische Breite, Zygomatikbreite oder, sprachlich falsch, Jochbogenbreite ist der größte Abstand zwischen den Außenrändern der Jochbögen.

### Mastoidbreite
Die Mastoidbreite gibt als Breite des Hirnschädels den Abstand zwischen den Außenseiten der Paukenblasen hinter dem Ohrkanal an.

### Occipitalbreite
Die Occipitalbreite ist der größte Abstand zwischen den Außenrändern des Hinterhauptsbeins und wird gewöhnlich an den Parietalleisten der Scheitelbeine gemessen.

## Höhenmaße

### Rostralhöhe
Die Rostralhöhe gibt die Höhe des Rostrums über dem Vorderrand der Schneidezahnlöcher an.

### Höhe des Hirnschädels
Die Höhe des Hirnschädels kann auf unterschiedliche Weisen gemessen werden:
- Die Höhe des Hirnschädels ohne Paukenblasen gibt den Abstand zwischen dem Schädeldach und der Naht zwischen dem Hinterhauptsbein und dem vorderen Keilbein an.[1]
- Die Höhe des Hirnschädels mit Paukenblasen gibt den annähernd senkrechten Abstand zwischen der unteren Tangente an die Paukenblasen und dem Schädeldach an. Die Orientierung wird nicht einheitlich gehandhabt.[1]